# August Nitschke
August Nitschke (* 18. September 1926 in Hamburg; † 2. September 2019 in Tübingen) war ein deutscher Historiker und Mitbegründer der Historischen Anthropologie.

## Leben
August Nitschke war der älteste Sohn des Kinderarztes und Leiters der Kinderklinik in Halle Alfred Nitschke (1898–1960) und der Medizinerin Maria Nitschke, geb. Bergner (1897–1991) und Bruder des Architekten Heinrich Nitschke und des Kinderarztes Ruprecht Nitschke. Er wuchs in Hamburg, Berlin und Halle an der Saale auf. Nach Arbeits- und Kriegsdienst studierte er in Göttingen. Dort promovierte er 1951 (Die Welt Gregors VII. Studien zum Reformpapsttum). Von 1950 bis 1952 arbeitete er als Tutor und Assistent am Leibniz Kolleg. Es folgten Auslandsaufenthalte in Frankreich und Italien. Ein Stipendium der Deutschen Forschungsgemeinschaft ermöglichte eine dreijährige Tätigkeit in Rom, wo er die mittelalterliche Chronik des Saba Malaspina edierte.
An der Universität Münster habilitierte er sich und ging 1960 als erster Historiker nach dem Krieg an die damalige TH Stuttgart. Dort publizierte er mit Golo Mann die Propyläen-Weltgeschichte. Er lehrte am Historischen Institut der Universität Stuttgart, das er 1960 mit gründete. Die Einrichtung der Studiengänge „Geschichte“ sowie „Geschichte der Naturwissenschaften und Technik“ geht wesentlich auf sein Wirken zurück. 1968/69 war er Dekan der damaligen Fakultät für Natur- und Geisteswissenschaften, 1970/71 und 1978/79 diente er als Prorektor und übernahm zeitweilig die Amtsgeschäfte des Rektors. In diesen Funktionen und als langjähriges Senatsmitglied setzte er sich nachdrücklich für den Ausbau der Technischen Hochschule Stuttgart zur Volluniversität ein. Für den SDR konzipierte er die Reihen Funkkolleg Geschichte (1979) und Funkkolleg Jahrhundertwende (1988). Als Gastwissenschaftler wirkte er 1987 am Wissenschaftskolleg zu Berlin, 1991/92 am Zentrum für interdisziplinäre Forschung der Universität Bielefeld und folgte Einladungen in die USA, nach Japan und China.
Für seine Verdienste um die Geschichtsforschung im In- und Ausland, besonders für die Organisation des Internationalen Historikerkongresses in Stuttgart zusammen mit Eberhard Jäckel 1980, wurde August Nitschke am 17. Oktober 1986 das Bundesverdienstkreuz am Bande verliehen. Zu Nitschkes Schülern und Mitarbeitern zählten unter anderem Dieter R. Bauer, Johannes Burkhardt, Henning Eichberg, Ekkehard Eickhoff, Andreas Kalckhoff, Sönke Lorenz, Harald Kleinschmidt, Tilman Struve, Wolfgang Stürner und Johannes Zahlten. Nach seiner Emeritierung am 30. September 1994 war er weiterhin vielfältig wissenschaftlich und publizistisch tätig, u. a. an der North-East-University Changchun (2002).

## Forschungsschwerpunkte

### Dialog mit der Naturwissenschaft
Nitschkes frühe Arbeiten galten der Epoche des Investiturstreits, dem staufischen Sizilien und der Quellenkunde des 13. Jahrhunderts. Mit Golo Mann zusammen gab er 1960–1964 die „Propyläen Weltgeschichte“ heraus. Die Tätigkeit an einer Universität mit ingenieurwissenschaftlichen Schwerpunkten veranlasste ihn, nach den historischen Bedingungen naturwissenschaftlicher Erkenntnis und technischen Handelns zu fragen. Über Jahrzehnte hinweg hat er mit Erfolg das Gespräch mit den Natur- und Ingenieurwissenschaften gesucht. Kooperationen in Form gemeinsamer Lehrveranstaltungen, Tagungen und Publikationen ergaben sich daraus. Mit zwei Funkkollegs zur Methodik der Geschichtsforschung und zur Kultur der Jahrhundertwende (1900) wirkte Nitschke in eine breite Öffentlichkeit hinein.

### Historische Verhaltensforschung
Seine Bemühungen um methodische Verständigung mit der Naturwissenschaft führte ihn zu einer „Historischen Verhaltensforschung“, die später in die „Historische Anthropologie“ mündete. Dabei richtete er das Augenmerk auf den geschichtlichen Wandel körperlichen und raumorientierten Verhaltens als Spiegel gesellschaftlicher und politischer Veränderung. Die Beobachtung und Beschreibung menschlicher Verhaltensweisen jenseits von Absichten, Begründungen und sogenannten Weltbildern sollte geschichtliche Prozesse in gewisser Weise messbar machen. Als Beobachtungsfelder zog er vor allem Kunstdarstellungen, Tanz, Sport, Spiel, Naturbeschreibungen und Märchen heran. Als wegweisende Werke in diese Richtung sind „Naturerkenntnis und politisches Handeln im Mittelalter. Körper, Bewegung, Raum“ (1967), „Kunst und Verhalten. Analoge Konfigurationen“ (1975), „Historische Verhaltenforschung. Analysen gesellschaftlicher Verhaltensweisen“ (1981), „Fragestellungen der historischen Anthropologie“ (1984) sowie „Körper in Bewegung. Gesten, Tänze und Räume im Wandel der Geschichte“ (1989) zu erwähnen.

### Mentalitätsgeschichte mit interdisziplinärem Ansatz
Zu dieser Annäherung an die Naturwissenschaft gehörte, dass er einerseits die Methoden der biologischen Verhaltensforschung für die Geschichtswissenschaft fruchtbar machte und diese anderseits von den Einsichten der Ethnologie profitieren lassen wollte. In den Lebensformen und Denkweisen indigener Völker erkannte er einen Zugang insbesondere zu den älteren Epochen der europäischen Geschichte. Darin traf er sich mit ähnlichen Bemühungen der französischen Mentalitätsforschung (Mentalitätsgeschichte) um die Zeitschrift „Annales“. Wie diesen Kollegen war auch ihm das Studium der außereuropäischen Geschichte und der interkulturelle Vergleich immer ein starkes Forschungsanliegen.

## Publikationen (Auswahl)
- Heilige in dieser Welt. Persönliche Autorität und politische Wirksamkeit. W. Kohlhammer Verlag, Stuttgart 1962.
- Der Feind: Erlebnis, Theorie und Begegnung. Formen politischen Handelns im 20. Jahrhundert. W. Kohlhammer, Stuttgart 1964.
- Naturerkenntnis und politisches Handeln im Mittelalter. Körper, Bewegung, Raum. E. Klett, Stuttgart 1967.
- Soziale Ordnungen im Spiegel der Märchen. Frommann-Holzboog, Stuttgart-Bad Cannstatt 1976.
- Funkkolleg Geschichte. Belz, Weinheim 1980.
- als Hrsg. mit Hartmut von Hentig: Was die Wirklichkeit lehrt. Golo Mann zum 70. Geburtstag. Fischer, Frankfurt am Main 1979.
- Historische Verhaltensforschung. Analysen gesellschaftlicher Verhaltensweisen; ein Arbeitsbuch. Ulmer, Stuttgart 1981.
- Junge Rebellen. Mittelalter, Neuzeit, Gegenwart: Kinder verändern die Welt. Kösel, München 1985.
- Fast ohne Chance in Baden-Württemberg. Typo-Knauer, Frankfurt am Main 1985.
- mit Jochen Martin und Klaus Arnold: Zur Sozialgeschichte der Kindheit. K. Alber, Freiburg im Breisgau 1986.
- Funkkolleg Jahrhundertwende. Beltz, Weinheim 1988.
- Körper in Bewegung. Gesten, Tänze und Räume im Wandel der Geschichte. Kösel, München 1989.
- Die Mutigen in einem System. Wechselwirkungen zwischen Mensch und Umwelt: ein Vergleich der Kulturen. Böhlau, Köln 1991.
- Die Zukunft in der Vergangenheit. Systeme in der historischen und biologischen Evolution. Piper, München 1994.
- Dynamik der Natur und Bewegungen der Menschen. Keip, Goldbach 1995.
- als Hrsg. mit Walter Koller: Die Chronik des Saba Malaspina. Hahn, Hannover 1999.
- mit Golo Mann, Alfred Heuss und Mathias Bertram: Propyläen-Weltgeschichte. Eine Universalgeschichte. Directmedia, Berlin 1999.
- Zeitmuster in der Geschichte: Was interessiert junge Chinesen an Europas Mittelalter? Köppe, Köln 2004.
- Überraschendes Lachen, gefordertes Weinen. Gefühle und Prozesse Kulturen und Epochen im Vergleich. Böhlau, Wien 2009.